# Tadeusz Zdunek
Tadeusz Zdunek (ur. 11 czerwca 1953) – polski przedsiębiorca i prezes klubu żużlowego Wybrzeże Gdańsk.
Jest założycielem firm PUH Zdunek i Grupa Zdunek w Gdańsku. Sponsoruje również przedsięwzięcia sportowe, przede wszystkim sporty motokrosowe oraz gdański klub żużlowy – od lat jest głównym sponsorem i prezesem klubu żużlowego w Gdańsku. Prywatnie jest żonaty, ma dwójkę dzieci. Skończył technikum samochodowe i studia na wydziale Budowy Maszyn, Samochodów i Ciągników Politechniki Gdańskiej w specjalizacji konstruktor silników.
Od 2012 roku jest prezesem zarządu stowarzyszenia GKŻ Wybrzeże Gdańsk, a od 2023 – członkiem zarządu spółki Wybrzeże Gdańsk SA. Od lat jest również sponsorem gdańskiego klubu. Jego nazwisko kilkukrotnie widniało w nazwie zespołu, a także na strojach zawodników.
W 2024 roku, niespełna rok po założeniu, ze spółki Wybrzeże Gdańsk SA odeszło dwóch udziałowców – Piotr Szczodrowski i Arthur Kaldynski. Akcje wykupił od nich Zdunek. Byli udziałowcy zwrócili uwagę na problemy komunikacyjne i stwierdzili, że nie byli traktowani jako równorzędni z Tadeuszem Zdunkiem wspólnicy.